# Exochus fletcheri
Exochus fletcheri är en stekelart som beskrevs av Bridgman 1884. Exochus fletcheri ingår i släktet Exochus och familjen brokparasitsteklar. Inga underarter finns listade i Catalogue of Life.